# Colegio De La Salle (Malta)
El Colegio De La Salle es una escuela católica para varones en Cospicua, en el país europeo de Malta. Fue fundada en 1903, y fue la primera escuela en Malta establecida por los Hermanos de las Escuelas Cristianas (mejor conocidos como los lasalianos). El Colegio se compone de una sección primaria, escuela secundaria y una forma coeducacional mixta. El colegio De La Salle fue fundado en noviembre de 1903 con el permiso de Sir Charles Clarke, el gobernador de Malta. La escuela fue cerrada durante la década de 1910 debido a la falta de alumnos, pero volvió a abrir varios meses después.